# Коза (притока Ками, Кіровська область)
Коза́ (рос. Коза) — невелика річка на північному сході Удмуртії, права притока річки Кама. Протікає територією Афанасьєвського району Кіровської області та Балезінського району Удмуртії.
Річка бере початок на схилах Верхньокамської височини на території Афанасьєвського району Кіровської області. Протікає спочатку на південний схід, потім русло плавно повертає на південний захід, нижня течія спрямована на захід. Береги заліснені, місцями, особливо у верхній течії, заболочені. Приймає декілька дрібних приток.
Над річкою не розташовано населених пунктів, хоча раніше над нею знаходився присілок Козіно. По правому березі, трохи віддаль від берега, розташоване урочище Пашонки.